# AWS Pro Moves Soccer
AWS Pro Moves Soccer est un jeu vidéo de football sorti en 1993 sur Mega Drive. Le jeu a été édité par ASCII Entertainment.

## Système de jeu
Le jeu consiste à Choisir son équipe favorite ou créez la vôtre et managez-la comme vous le souhaitez. Il est possible de gagner de l'argent au fil des matches et de s'en servir pour acheter les meilleurs joueurs. Emmenez votre équipe jusqu'à la Coupe du monde ou lancez-vous dans un simple match amical.